# Dysmicoccus vaccinii
Dysmicoccus vaccinii är en insektsart som beskrevs av Miller och Polavarapu 1997. Dysmicoccus vaccinii ingår i släktet Dysmicoccus och familjen ullsköldlöss. Inga underarter finns listade i Catalogue of Life.